# تطابق (هندسة)

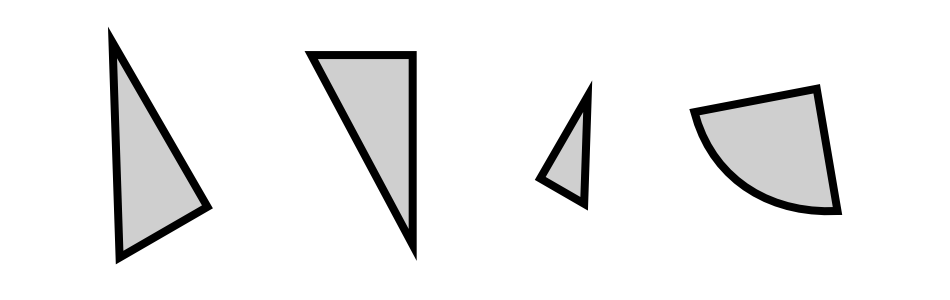
المثلثان على اليسار متطابقان. المثلث الثالث هو مثلث مشابه لهما، بينما الشكل الرابع على اليمين ليس مطابقا ولا مشابها.

في الهندسة الرياضية التطابق هو تساوي ضلع وزوايا مضلع مع نظيره من المضلع الآخر.

## التَّساويُّ والتَّطابقُ
|                           | أضلاع                                                  | زوايا                                      |
| التَطَابُقُ يكون بين العناصر  | {\displaystyle {\overline {AB}}\cong {\overline {CD}}} | {\displaystyle \angle ABC\cong \angle XYZ} |
| التَسَأوِيُّ يكون بين القياسات | {\displaystyle AB=CD}                                  | {\displaystyle m\angle ABC=m\angle XYZ}    |

## التطابق

### تطابق الأضلاع
يتطابق الضلع مع الآخر إذا تساوي طوله مع نظيره (الضلع الآخر).

### تطابق الزاوية
تطابق الزاوية إذا تساوت قياسها مع نظيرتها.

### تطابقالدائرة
تتطابق الدائرة إذا تساوي قطرها مع نظيره من الدائرة الأخرى.

## التطابق في المثلثات القائمة
تطابق المثلثات القائمة:-
* التطابق ضلع - ضلع
إذا طابق ضلعان ( ساقان ) في مثلث قائم نظيريهما في مثلث قائم آخر، فان المثلثين متطابقان.
الاختصار: LL.
* التطابق وتر - زاوية حادة
إذا طابق وتر وزاوية حادة في مثلث قائم الوتر والزاوية الحادة المناظرة في مثلث قائم آخر، فان المثلثين متطابقان.
الاختصار: HA.
*التطابق ضلع - زاوية حادة
إذا طابق ضلع ( ساق ) وزاوية حادة في مثلث قائم الضلع ( الساق ) المناظر والزاوية الحادة المناظرة في مثلث
قائم آخر، فان المثلثين متطابقان.
الاختصار: LA.
*التطابق وتر - ضلع
إذا طابق وتر ضلع في مثلث قائم وترا وضلعا في مثلث قائم آخر، فان المثلثين متطابقان.
الاختصار: HL. 

## التطابق في المثلثات
يتميز المثلث بوجود حالات تطابق أخرى غير كل الزوايا والأضلاع وهذه الحالات أربعة إلى جانب حالة تطابق باقي المضلعات.

### تساوي ضلعين وزاوية
يتطابق المثلثان إذا تطابق ضلعين ونقطة التقائهم (الزاوية المحصورة بينهم) مع نظائرهما من المثلث الآخر.

### تساوي زاويتين وضلع
يتطابق المثلثان إذا تطابق زاويتان والضلع الذي يوصلهما ببعضهما مع نظائرهم من المثلث الآخر.

### تساوي الأضلاع الثلاثة
يتطابق المثلثان إذا تساوي كل ضلع مع نظائرهم من المثلث الآخر.

### تساوي ضلع ووتر
هذه الحالة يختص بها مثلث قائم حيث أنه إذا تساوى أي ضلع والوتر (الضلع المقابل للزاوية القائمة) مع المثلث الآخر.

## ملحوظات
لا يتطابق المثلثان إذا تساوت زواياه مع النظير، بل يقال عنهما متشابهان.
- التطابق ليس التساوي في الطول أو العدد.